# Vin de noix
Le vin de noix est un apéritif traditionnel obtenu par macération de noix vertes dans du vin et de l'alcool. On obtient après 40 jours un alcool doux qui se boit en apéritif ou en dessert.

## Diffusion géographique
Le vin de noix est très populaire dans les régions non viticoles comme le Dauphiné, les Alpes provençales, le Périgord, le Limousin, les Ardennes et les Flandres, mais également en Alsace. Ce breuvage de couleur marron foncé à la légère amertume n'est génériquement pas un vin car il ne fermente pas. Ce qui n'empêche pas que cet apéritif obtenu par macération de noix vertes dans du vin et de l'alcool est le plus apprécié des vins d'imitation à base de fruits. 
Le noyer est l'arbre emblématique du Dauphiné et du Périgord où on lui prête à la fois le pouvoir de porter bonheur si des branches cueillies à la Saint-Jean sont placées à la porte d'entrée ou de porter malheur à ceux qui s'endorment à son ombre. Sa production est souvent aléatoire. Un proverbe constate que lorsqu'il pleut le 3 mai, il n'y a point de noix au noyer. Mais si ce même jour le soleil est au rendez-vous, la récolte sera très bonne.

## Origine et usage
Le vin de noix, boisson de ménage très populaire, est souvent préparé dans un cadre familial,. Il est célèbre depuis le XVIe siècle pour ses vertus thérapeutiques et il fut depuis considéré comme un vin médicinal, apéritif tonique, dépuratif et digestif. Actuellement, il est consommé en apéritif, avec une entrée, dans des préparations culinaires ou en accompagnement des desserts.

## Noix de la Saint-Jean

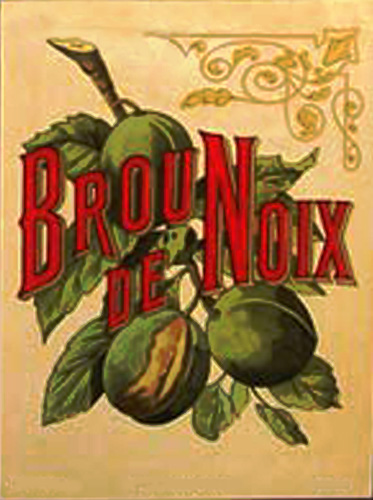
Liqueur de brou de noix.

Il se fait avec des noix cueillies de la fin juin (noix de la Saint-Jean) jusqu'au 22 juillet (noix de la Sainte-Madeleine). Les meilleures sont celles cueillies vertes à la Saint-Jean, c'est-à-dire autour du 24 juin. Elles sont encore vertes et laiteuses avec des cerneaux très tendres.
Ces noix permettent aussi d'élaborer une liqueur de noix vertes dite aussi liqueur de brou de noix. Elles sont coupées en morceaux puis broyées afin d'être mises à macérer pendant deux mois dans de l'eau-de-vie. Ce laps de temps passé, on y ajoute de l'eau sucrée qui peut être parfumée avec un zeste d'orange. Plus cette liqueur vieillit, meilleure elle est.

## Réalisation
La tradition a fixé une recette mnémotechnique où intervient le chiffre 4. Pour 4 litres de vin et 1 litre d’eau-de-vie sont ajoutés 40 noix coupées en 4, avec 40 morceaux de sucre qui macèrent pendant 40 jours.
Pour une fabrication artisanale, les noix sont pressées entières. Les cerneaux et leur suc sont ensuite mélangés à de l'alcool et mis à vieillir en fûts en chêne. Le tout est ensuite filtré et peut être allongée avec une mistelle.
Dans le Périgord, il existe un vin de noix élaboré à partir des noix sèches juste ramassées, ce qui permet d'éliminer l'amertume due aux noix vertes. Cette préparation est toujours faite sur la base de 40 noix, 4 litres de vin et un litre d'alcool, et doit macérer pendant 90 jours.
Une autre recette, appelée aussi « vin de noix », utilise des feuilles récoltées en juin à la place des noix. Les feuilles sont mises à macérer dans l'alcool et sont retirées avant d'ajouter vin et sucre.

## Vin de noix de marque

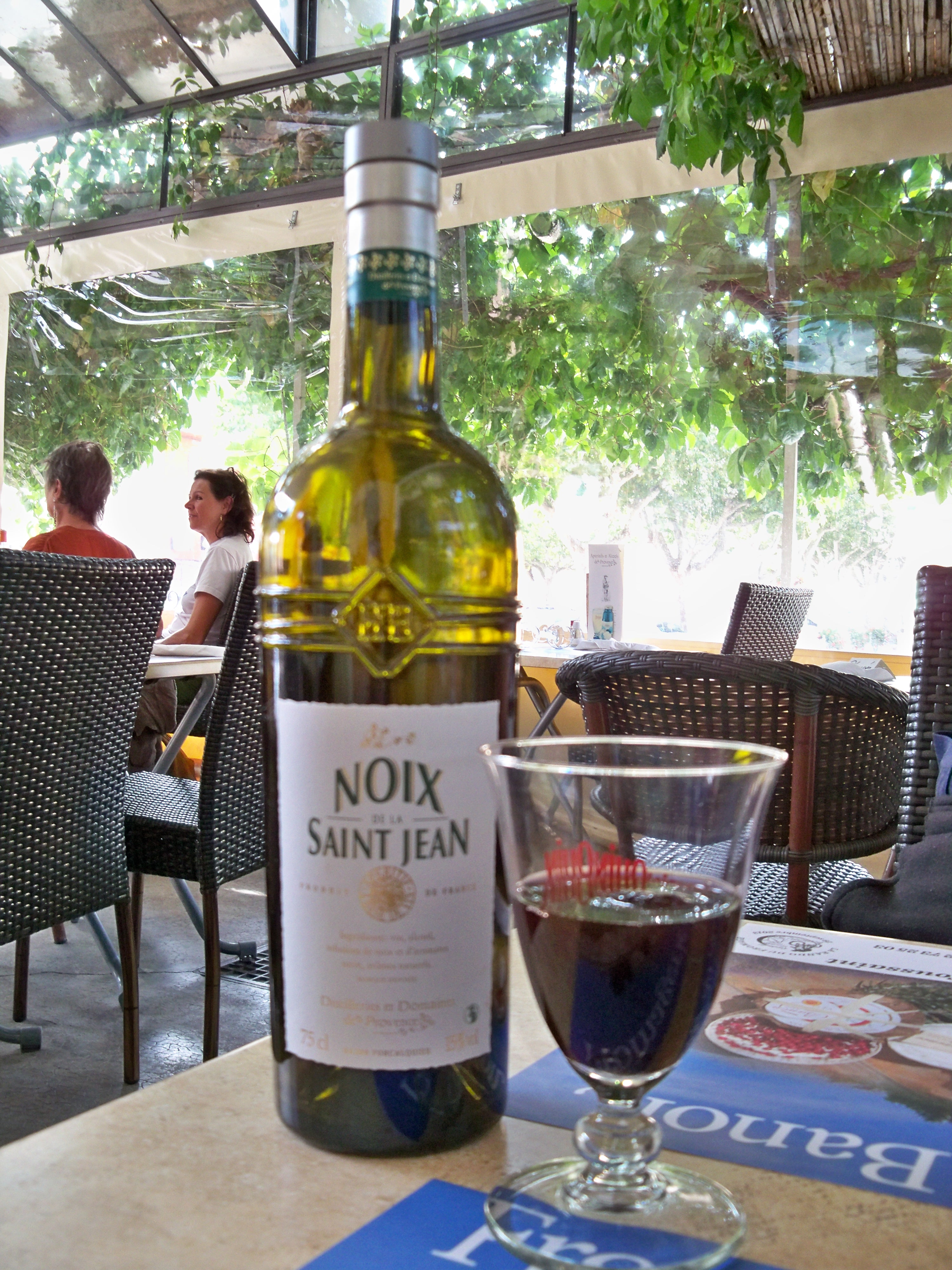
Vin de noix de la Saint-Jean.

Les Distilleries et Domaines de Provence, fondées à Forcalquier, en 1898, sous le nom de Distillerie de Provence, fabriquent et commercialisent des apéritifs et liqueurs de tradition dont le vin de noix de la Saint-Jean.
Dans le Limousin, la famille Denoix, qui fabrique aussi la moutarde violette de Brive, commercialise depuis 1839 ses vins de noix.
À Bruges, le Manoir des Flandres qui commercialise un vin de noix fait remonter son origine à 1277 quand les premiers navires partis de Gênes chargés d'épices entrèrent dans le port flamand.
Ce vin de noix dans la composition duquel entrent des noix vertes macérées dans le vin rouge, avec des oranges amères, du sucre de canne, des baies de genièvre, des gousses de vanille, est relevé par de l'alcool de fruit ou de plantes. Au terme de la macération, un élevage et un vieillissement se font en fût de chêne.
A Marseille, Le Santenaire produit depuis 2014 des vins de noix millésimés, à partir de produits bio.
En Alsace, on le nomme "Nusswasser" , "Nusseschnaps" ou "Nussewin". La maison Nussbaumer en fabrique à partir d'une recette traditionnelle et famililale.